# نیکسون در چین
نیکسون در چین (انگلیسی: Nixon in China) اپرایی در سه پرده با تنظیم جان آدامز و لیبرتوی آلیس گودمن است. این اثر که نخستین اپرای جان آدامز بود ملهم از سفر رئیس‌جمهور ایالات متحده آمریکا ریچارد نیکسون به چین در سال ۱۹۷۲ است. آدامز کار بر روی اپرا را در سال ۱۹۸۵ آغاز کرد و این اثر نخستین بار در ۲۲ اکتبر ۱۹۸۷ در مرکز تئاتر ورتهام شهر هیوستون به روی صحنه رفت.
در ابتدا رویکرد منتقدین به این اپرا با تردید همراه بود ولی در گذر زمان به عنوان یکی از مهمترین اپراهای آمریکایی شناخته شده‌است. در سال ۲۰۱۱ این اپرا برای نخستین بار در تالار اپرای متروپولیتن نیویورک به روی صحنه رفت.

## نقش‌ها
| نقش                                 | نوع صدا      | بازیگران اولیه هیوستون، اکتبر ۲۲, ۱۹۸۷ (رهبر: جانن دومان) |
| ----------------------------------- | ------------ | --------------------------------------------------------- |
| ریچارد نیکسون                       | باریتون      | جیمز مادالنا                                              |
| پت نیکسون                           | سوپرانو      | کارلون پیج                                                |
| چو ان‌لای                            | باریتون      | سنفورد سیلوان                                             |
| مائو تسه‌تونگ                        | تنور (صدا)   | جان دویکرد                                                |
| هنری کیسینجر                        | باس          | تاماس همونز                                               |
| جیانگ چینگ                          | سوپرانو      | ترودی الن کریدی                                           |
| نانسی تنگ، بانوی اول چین            | متزو-سوپرانو | ماریو اوپاتز                                              |
| معاون دوم مائو                      | آلتو         | استفانی فریدمن                                            |
| سومین معاون مائو                    | کنترآلتو     | ماریون درای                                               |
| رقصنده‌ها، نیروی نظامی، شهروندان پکن |              |                                                           |